# Sansomendi
Sansomendi (también conocido como Lakua 03) es un barrio de la ciudad de Vitoria (Álava, España).

## Ubicación
Está ubicado en el norte de la ciudad, limitando con Arriaga-Lakua al este y al oeste con Ali-Gobeo.

## Historia
Sansomendi se construyó en las afueras de la ciudad, cerca del antiguo concejo de Ali, desde finales de la década de 1960. Aunque el vecindario ahora está completamente asociado con la ciudad, la tierra de Sansomendi se situaba originalmente a un kilómetro de la ciudad (si bien después de la construcción de los barrios Arriaga-Lakua, San Martín (Vitoria) y Txagorritxu, Sansomendi está completamente conectada con Vitoria). Esto marcó el carácter del vecindario, ya que la mayoría de los hogares fueron patrocinados oficialmente, siendo el objetivo inicial perseguido por las instituciones el de dar acceso a la vivienda a trabajadores con bajos ingresos.